# Stockton Thunder
Die Stockton Thunder sind eine ehemalige US-amerikanische Eishockeymannschaft aus Stockton, Kalifornien. Das Team spielte von 2005 bis 2015 in der ECHL. In die National Hockey League unterhielten die Stockport Thunder eine Kooperation mit den New York Islanders.

## Geschichte
Die Atlantic City Boardwalk Bullies aus der ECHL wurden im Sommer 2005 nach Stockton, Kalifornien, umgesiedelt und in Stockton Thunder umbenannt. Nachdem sie in ihrer ersten Spielzeit noch auf dem fünften und somit letzten Platz der Pacific Division beendet hatten, qualifizierten sich die Thunder anschließend drei Mal in Folge für die Playoffs um den Kelly Cup, schieden jedoch in jeder dieser drei Spielzeiten in der zweiten Playoff-Runde aus. Dabei unterlagen sie in der Saison 2006/07 dem späteren Meister Idaho Steelheads sowie in den folgenden beiden Jahren jeweils den Las Vegas Wranglers. In der Saison 2012/13 gelang bei der inzwischen siebten Playoff-Teilnahme in Folge der erstmalige Einzug in die Finalspiele um den Kelly Cup, in denen das Team in fünf Partien den Reading Royals unterlag.
Im Jahre 2015 kauften die Calgary Flames das Team und ließ es im Rahmen einer größeren Umstrukturierung der American Hockey League (AHL) mit den Adirondack Flames aus der AHL die Plätze tauschen. In der Folge spielen fortan die Stockton Heat in der AHL, während die Adirondack Thunder als Nachfolger der Stockton Thunder etabliert wurden.

## Saisonstatistik
Abkürzungen: GP = Spiele, W = Siege, L = Niederlagen, T = Unentschieden, OTL = Niederlagen nach Overtime SOL = Niederlagen nach Shootout, Pts = Punkte, GF = Erzielte Tore, GA = Gegentore, PIM = Strafminuten
| Saison  | GP | W  | L  | T  | OTL | SOL | Pts | GF  | GA  | Platz       | Playoffs                        |
| 2005/06 | 72 | 18 | 40 | 14 | —   | —   | 50  | 192 | 260 | 5., Pacific | nicht qualifiziert              |
| 2006/07 | 72 | 38 | 24 | —  | 5   | 5   | 86  | 225 | 197 | 3., Pacific | Niederlage in der zweiten Runde |
| 2007/08 | 72 | 27 | 40 | —  | 3   | 2   | 59  | 200 | 250 | 4., Pacific | Niederlage in der zweiten Runde |
| 2008/09 | 72 | 32 | 33 | —  | 5   | 2   | 71  | 210 | 237 | 4., Pacific | Niederlage in der zweiten Runde |
| 2009/10 | 72 | 33 | 29 | —  | 2   | 8   | 76  | 235 | 241 | 3., Pacific | Niederlage in der dritten Runde |
| 2010/11 | 72 | 37 | 23 | —  | 5   | 7   | 86  | 232 | 210 | 2., Pacific | Niederlage in der ersten Runde  |
| 2011/12 | 72 | 34 | 33 | —  | 1   | 4   | 73  | 204 | 216 | 3., Pacific | Niederlage in der zweiten Runde |
| 2012/13 | 72 | 37 | 26 | —  | 5   | 4   | 83  | 223 | 216 | 2., Pacific | Niederlage im Finale            |
| 2013/14 | 72 | 33 | 31 | —  | 2   | 6   | 74  | 224 | 235 | 3., Pacific | Niederlage in der zweiten Runde |

## Team-Rekorde

### Karriererekorde
Spiele: 383  Garet Hunt
Tore: 72  Mike Lalonde
Assists: 97  Nathan Martz
Punkte: 156  Mike Lalonde
Strafminuten: 1388  Garet Hunt
(Stand: Ende der Saison 2013/14)

## Bekannte Spieler
- Troy Bodie
- Jack Combs
- Andrew Contois
- Devan Dubnyk
- Kevin Gardner
- Cory Urquhart
- Craig Valette